# Master of Puppets (песен)
Master of Puppets е песен на хевиметъл групата Металика. Песента е от албума от 1986 г. носещ същото заглавие.
Албумът има същата структура като предния албум на групата – Ride the Lightning с главна песен на второ място в албума, предхождана от кратка и бърза първа песен. Подобна структура има и следващия албум ...And Justice For All.